# José de Anchieta Fontana
José de Anchieta Fontana (Santa Teresa, 31 dicembre 1940 – Santa Teresa, 9 settembre 1980) è stato un calciatore brasiliano di ruolo difensore, campione del mondo nel 1970 con la Nazionale brasiliana.

## Carriera

### Club
Fontana iniziò la sua carriera nel 1958 nelle file del Vitória, per poi trasferirsi nel 1959 nell'altra squadra di Vitória, il Rio Branco, con cui vinse 2 Campionati Capixaba.
Nel 1962 passò al Vasco da Gama, in cui formò con Brito un'ottima coppia difensiva, vincendo 2 Taça Guanabara e un Torneo Rio-San Paolo.
Nel 1969 Fontana firmò per il Cruzeiro e l'anno dopo fu raggiunto anche da Brito, riformando la coppia di difesa che l'anno seguente Zagallo portò ai Mondiali. Con il Cruzeiro conquistò per 2 volte il Campionato Mineiro prima di ritirarsi nel 1972.
Morì 8 anni più tardi, nel 1980, a causa di un attacco cardiaco durante una partita di calcio tra amici.

### Nazionale
Fontana conta 7 presenze con la Nazionale brasiliana, con cui esordì l'8 giugno 1966 in amichevole a Rio de Janeiro contro il Perù (3-1).
Ha fatto parte della selezione che vinse i Mondiali 1970, dove disputò l'ultima partita del girone eliminatorio contro la Romania.

## Palmarès

### Club
- Campionato Capixaba: 2

Rio Branco: 1959, 1962
- Taça Guanabara: 2

Vasco da Gama: 1965, 1967
- Torneo Rio-San Paolo: 1

Vasco da Gama: 1966
- Campionato Mineiro: 2

Cruzeiro: 1969, 1972

### Nazionale
- Campionato mondiale: 1

Messico 1970